# صوفي لوي
صوفي لو (ولدت في 5 يونيو 1990) هي ممثلة ومغنية وكاتبة أغاني أسترالية من أصل بريطاني. اشتهرت بظهورها في أفلام مثل بيوتيفول كيت، أوتمن بلود، آفتر ذا دارك، أدور، رود كيل. كما شاركت في بطولة مسلسلات تلفزيونية مثل وانس آبون أ تايم إن ووندرلاند، ذا سلاب.

## حياتها المبكرة
ولدت لوي في شفيلد في يوركشاير، إنجلترا، وانتقلت مع عائلتها إلى أستراليا في عام 2000. في فترة مراهقتها المبكرة، وقعت عقدًا مع وكالة "تشادويك موديلز" لعرض الأزياء لكنها سرعان ما تركت هذا المجال لتتجه نحو التمثيل.

## الحياة الشخصية
في حديثها لوسائل الإعلام في أكتوبر 2015 ذكرت لوي أنها كانت تركز على أمرين رئيسيين. أوضحت أنه عندما يكون لديها وقت فراغ بين مشاريع التمثيل تحاول العمل على الموسيقى قدر الإمكان. ومع ذلك أكدت أنها لن تتخلى عن التمثيل لصالح مسيرتها الموسيقية المزدهرة، قائلة «لا يمكنني التخلي عن التمثيل، لأن هذه هي حياتي»
في عام 2018 تأكدت علاقة لوي بالمغني وكاتب الأغاني الأسترالي فانس جوي بعد أن شكرها ووصفها بـ"صديقتي صوفي" في خطاب قبوله خلال حفل توزيع جوائز أريا الموسيقية. ومع ذلك انفصلا لاحقًا دون الكشف عن أي تفاصيل إضافية حول أسباب الانفصال.

## الأعمال
| السنة | العنوان                         | الدور        | ملاحظات                          |
| ----- | ------------------------------- | ------------ | -------------------------------- |
| 2007  | Kindle                          | هايلي        | فيلم قصير                        |
| 2008  | He. She. It.                    | كيسي         | فيلم قصير                        |
| 2008  | The Mirage                      | ديب          | فيلم قصير                        |
| 2009  | Beautiful Kate                  | كيت كيندال   |                                  |
| 2009  | Blessed                         | كاترينا      |                                  |
| 2010  | The Clinic                      | أليسون       |                                  |
| 2010  | Road Train                      | نينا         |                                  |
| 2010  | Blame                           | ناتاليا      |                                  |
| 2011  | Moth                            | هيذر         | فيلم قصير                        |
| 2011  | Kiss                            | كريستي       | فيلم قصير                        |
| 2011  | One of Us                       | روز          |                                  |
| 2013  | Autumn Blood                    | الفتاة       |                                  |
| 2013  | After the Dark                  | بيرتل        | عنوانه في الأصل The Philosophers |
| 2013  | العشق                           | هانا         |                                  |
| 2013  | A Man Walks Into a Bar...       | المرأة       | فيلم قصير                        |
| 2014  | What Lola Wants                 | لولا         |                                  |
| 2016  | Waiting for the Miracle to Come | أديلين وينتر | مكتمل                            |
| 2016  | Bloom                           | أديلين وينتر | مكتمل                            |
| 2017  | Above Suspicion                 | كاثي بوثام   |                                  |
| 2017  | The Butterfly Tree              |              |                                  |

| السنة   | العنوان                        | الدور         | ملاحظات                          |
| ------- | ------------------------------ | ------------- | -------------------------------- |
| 2005    | Backyard Science               | عالمة صغيرة   | حلقة: "Moldy Meal"               |
| 2009    | All Saints                     | كلوي          | حلقة: "Test of Faith"            |
| 2010    | Satisfaction                   | كيت           | حلقة: "Big Crush" & "Lifesavers" |
| 2011    | The Slap                       | كوني          | دور أساسي                        |
| 2013–14 | Once Upon a Time in Wonderland | Alice         | دور أساسي                        |
| 2015    | The Returned                   | لينا          | دور أساسي                        |
| 2015    | The Beautiful Lie              | كيتي بالانتين |                                  |

| السنة | العنوان             | الدور | ملاحظات               |
| ----- | ------------------- | ----- | --------------------- |
| 2016  | "نيفير بي لايك يو ‏" | ظهور  | الأغنية المصورة لفلوم |

## وصلات خارجية
- صوفي لو على موقع IMDb (الإنجليزية)
- صوفي لو على موقع ألو سيني (الفرنسية)
- صوفي لو على موقع ديسكوغز (الإنجليزية)
- صوفي لو على موقع قاعدة بيانات الفيلم (الإنجليزية)